# Miljöriskanalys
Miljöriskanalys handlar om att strukturera hanteringen av risk- och beslutsproblem inom miljöområdet (se även risk och miljö). Det betecknar alltså både en process och en samling metoder.
Riskanalysprocessen omfattar:
- Riskbedömning
- Riskkommunikation
- Riskhantering

Ibland används riskanalys synonymt med riskbedömning, men här tillämpas den av WHO föreslagna harmoniserade terminologin. Riskbedömning är då endast det första steget i riskanalysprocessen. Samma begreppsdefinitioner används även i aktuell EU-lagstiftning.

## Miljöriskbedömning
Faroidentifiering (problemformulering) är det första steget i en miljöriskbedömning. En fara definieras då som en faktor eller en situation som har potential att skada organismer, populationer eller ekosystem. Giftiga kemiska ämnen (se även miljögifter) eller främmande invaderande arter är ett par exempel på sådana faror.
Farokarakterisering är nästa steg och avser att ta fram information och närmare beskriva faran. Bestämning av dos-responssamband är en viktig del av farokarakteriseringen när det gäller kemiska ämnen, mikroorganismer och joniserande strålning. Miljöfarobedömning är ett sammanfattande begrepp för både faroidentifiering och farokarakterisering.
En påverkande faktor orsakar skada först när den kommer i kontakt med målorganismen, populationen eller systemet i fråga. Detta kallas exponering och en exponeringsbedömning ingår därför som ett logiskt nästa steg efter farobedömningen. Olika matematiska modeller används ofta som hjälpmedel för att beskriva hur exponeringen sker.
Utgående från faro- och exponeringsbedömningarna går det så äntligen att komma fram till riskerna. Riskkarakterisering är utvärderingen av sannolikheterna för oönskade effekter vid en given exponering och det avslutande steget i en riskbedömning. I detta moment ingår även att beskriva osäkerheter och variabilitet, exempelvis genom Monte Carlo-simulering.

## Miljöriskkommunikation
Riskkommunikation brukar ofta anges som den del i en riskanalys som följer efter riskbedömningen. Numer är det dock vanligt att även delresultat kommuniceras och att beslutsfattare och övriga intressenter får medverka i planeringen av riskbedömningen. Exempelvis innehåller miljöbalken bestämmelser om samråd med berörda innan en miljökonsekvensbeskrivning upprättas.
Riskkommunikation kan ske i många former och all kommunikation är kulturbetingad. Riskkommunikation skiljer sig alltså inte principiellt från annan kommunikation, men påverkas i hög grad av hur risker tolkas och uppfattas (riskperception). Forskning inom psykologi (särskilt psykometri) har bidragit till ökade insikter. Trovärdighet och tillit är en grund för effektiv riskkommunikation och även klassisk retorik ger då vägledning hur budskapet ska utformas och framföras.

## Miljöriskhantering
Det sista steget i riskanalysen är riskhanteringen som också består av några olika delar. Riskvärdering innebär att sätta en risk i relation till andra risker, nytta och samhällsvärderingar, till exempel genom riskjämförelser och kostnadsnyttoanalyser. Med riskbegränsning förstås åtgärder som syftar till att förebygga och kontrollera risker. Lagar som miljöbalken och REACH-förordningen är exempel på detta. Riskövervakning slutligen är uppföljningen av hur olika risker utvecklar sig över tiden. Naturvårdsverkets miljöövervakning och industrins kontrollprogram av utsläpp kan båda ses som exempel på detta.